# Шел (Сена и Марна)
Шел (фр. Chelles) је насељено место у Француској у региону Париски регион, у департману Сена и Марна.
По подацима из 2011. године у општини је живело 52.817 становника, а густина насељености је износила 3240,31 становника/km².

## Демографија
| 1962.  | 1968.  | 1975.  | 1982.  | 1990.  | 2011.  |
| ------ | ------ | ------ | ------ | ------ | ------ |
| 28.382 | 33.281 | 36.516 | 41.838 | 45.365 | 52.817 |